# George Emil Eminsang
George Emil Eminsang (né vers 1833 et mort en mai 1898) est un éminent marchand et dirigeant politique euro-africain de la Côte-de-l'Or, qui a joué un rôle de premier plan dans les dernières années de la domination coloniale néerlandaise sur la Côte-de-l'Or. Après le transfert de la Côte-de-l'Or néerlandaise au Royaume-Uni, George Eminsang est devenu diplomate pour les Pays-Bas et plus tard pour les États-Unis et l'État indépendant du Congo. Avec James Bannerman Hyde et James Hutton Brew, George Eminsang est l'un des premiers avocats de pays sur la Côte-de-l'Or. 
George Eminsang est le chef militaire de la section 10 Akrampafo des asafo d'Elmina et propriétaire de l'hôtel le plus célèbre d'Elmina, l'hôtel St. George. Outre son twi natal, il parle et écrit le néerlandais, l'anglais, le portugais et l'allemand.

## Biographie

### Enfance et début de carrière
George Eminsang est né à Elmina de Joseph Emil Eminsang, un marchand et aubergiste, et une inconnue d'une importante famille euro-africaine néerlandaise / Fanti. Il fait ses études aux Pays-Bas et en Allemagne, avant de retourner enseigner pendant plusieurs années à l'école publique néerlandaise d'Elmina, où il termine ses études primaires.
Dans les années 1850, George Eminsang s'établit comme marchand sur la Côte-de-l'Or. En 1859, alors qu'il fait des affaires à Kumasi, George Eminsang entre en conflit avec le chef Asante Kwasi Brantuo, dont les porteurs perdent cinq textiles d'une cargaison qu'George Eminsang commande à Anomabu. Asantehene Kwaku Dua I Panyin statue en faveur de George Eminsang et ordonne à Brantuo de verser une indemnité de 15 Engels à George Eminsang. Cependant, George Eminsang a toujours refusé de payer les salaires des porteurs, ce qui conduit Brantuo à se plaindre auprès du chef Asante Akyempon Yaw, qui réglemente les affaires d'Elmina à Kumasi. Le conflit est devenu si houleux que l'agent néerlandais à Kumasi, Pieter de Heer, propose de payer la dette de George Eminsang de sa propre poche, mais celui-ci refuse et prête serment à Coromantee qu'aucun paiement n'aurait lieu. Après que George Eminsang a commencé à insulter l'Asantehene, il est arrêté et emprisonné. Finalement, Pieter de Heer réussit à persuader Asantehene Kwaku Dua de libérer George Eminsang pour l'envoyer en jugement par le gouverneur néerlandais à Elmina.

### Rôle dans le transfert de la Côte-de-l'Or néerlandaise aux Britanniques
George Eminsang a joué un rôle de premier plan dans les affaires coloniales au cours des dernières années de la domination néerlandaise sur la Côte-de-l'Or, travaillant en étroite collaboration avec Kobina Gyan, premier sous-roi et plus tard roi d'Elmina, pour faire pression pour obtenir le soutien néerlandais. Lorsqu'en 1868 la Confédération Fante tente de prendre Elmina à la suite de la redistribution des forts néerlandais et britanniques sur la Côte-de-l'Or, George Eminsang fut envoyé par le gouvernement d'Elmina aux Pays-Bas pour plaider la cause d'Elmina auprès du ministre des Colonies Engelbertus de Waal. Après avoir rencontré George Eminsang, De Waal a procédé au remplacement du gouverneur George Pieter Willem Boers par l'ancien gouverneur expérimenté Cornelis Nagtglas, qui, en tant que commissaire du gouvernement, est chargé de trouver une solution au conflit avec les Fante.
George Eminsang est retourné sur la Côte-de-l'Or sur le même navire qui y a transporté Nagtglas. Sur l'arrivée, Nagtglas a nommé George Eminsang comme un membre du Conseil Colonial de la Côte D'or hollandaise. Lorsqu'il est devenu évident que les Néerlandais négociaient un traité pour transférer leurs possessions sur la Côte-de-l'Or au Royaume-Uni, George Eminsang a dirigé les tentatives des Elminais pour arrêter le transfert et, avec d'autres loyalistes néerlandais, a payé une visite à La Haye par David Mill Graves, dans une ultime tentative d'empêcher la ratification du traité. George Eminsang écrit une lettre à l'ambassadeur d'Allemagne à La Haye demandant à l'empereur allemand Guillaume Ier une médiation et une protection, à remettre par Mill Graves. 
Après qu'il soit devenu clair que la mission de Mill Graves ne peut empêcher la remise d'Elmina aux Britanniques, George Eminsang a retiré sa protestation, désireux de conserver ses positions influentes au sein du gouvernement colonial. En plus d'être membre du Conseil colonial de la Côte-de-l'Or néerlandaise, George Eminsang est également devenu juge suppléant à la Cour de justice, avocat assermenté et juge à la Cour de Justice. La volte-face de George Eminsang s'est avérée très utile pour lui, car il est nommé membre du Comité de régularisation des affaires des Pays-Bas sur la côte de Guinée dirigé par JMCW Joost, ainsi que notaire et greffier.
Lorsqu'Elmina a finalement été transférée aux Britanniques le 6 avril, le gouverneur britannique de la Côte-de-l'Or, John Pope Hennessy, a nommé le commandant civil d'George Eminsang, le percepteur des douanes, le maître de poste et le surintendant adjoint de la police. Comme il a semblé qu'George Eminsang est récompensé pour son changement soudain d'opinion, beaucoup d'Elmines se sont fâchés avec la situation. Le 26 avril, des personnes de divers quartiers asafo, principalement les numéros 6, 7 et 8, ont marché avec des mousquets, des couteaux et des drapeaux néerlandais jusqu'à la maison d'George Eminsang, où une réunion a eu lieu entre le comité de régularisation et le colonel De Haes, l'officier militaire néerlandais qui a chargé d'effectuer le transfert de souveraineté. Une altercation a suivi dans les rues et finalement des coups de feu sont tirés, qui ont touché JMCW Joost, qui est décédé des suites de ses blessures le lendemain.
George Eminsang ne peut plus rester à Elmina et s'enfuit à Cape Coast. Il est relevé de ses fonctions au Comité de régularisation par le colonel De Haes le 30 avril. George Eminsang retourna plus tard à Elmina, cependant, et servit comme consul par intérim des Pays-Bas à Elmina en 1878 et 1879 pendant l'absence de Pieter Simon Hamel, et comme consul au Congo et aux États-Unis à Cape Coast en 1890 .

## Réputation
Dans la préface de son livre Fanti Customary Laws, John Mensah Sarbah écrit :

« Cher Monsieur Eminsang, - Pardonnez la liberté que je prends en vous envoyant cette lettre ouverte, qui est ma première tentative sur les chemins épineux de la littérature. J'ose le faire, car non seulement vous êtes un natif du pays et l'un des amis de mon père, mais vous êtes aussi le plus ancien membre du barreau de la province occidentale de la Cour suprême de la Gold Coast, ayant commencé à exercer lorsque nous, qui en faisons maintenant partie, n'étions que des écoliers. »

— John Mensah Sarbah

## Vie privée
George Eminsang a eu au moins trois enfants avec Anna Abraba Smith. L'une d'elles, Marianne George Eminsang (vers 1859-1915), est la grand-mère de Robert Patrick Baffour. Anna Abraba Smith a déjà eu un enfant avec Cornelis Nagtglas.
George Eminsang a épousé Mary Ellen De Lyons le 14 avril 1860 à l'église épiscopale américaine de Harper, au Libéria. Elle l'abandonne cependant pour l'administrateur colonial britannique Herbert Taylor Ussher. George Eminsang a ensuite tenté d'inculper Ussher pour fornication et adultère devant la cour de justice de Cape Coast, mais après l'échec de cette tentative, il a décidé de divorcer de Mary Ellen De Lyons. Le divorce est finalisé le 11 septembre 1867.
George Eminsang a également eu un enfant avec Sarah Rühle et un fils avec une femme nommée Adayesa.